# ニューオーリンズ級 (スタートレック)
ニューオーリンズ級（-きゅう、 New Orleans class）はアメリカのSFドラマシリーズ『スタートレック』に登場する、宇宙艦隊所属宇宙艦の級名。

## 概要
惑星連邦宇宙艦隊の宇宙艦艦級のひとつ。全長345m。『新スタートレック』75話「浮遊機械都市ボーグ　後編」において、ボーグキューブとの交戦（ウルフ359の戦い）で用意されたモブ宇宙艦の代表的な艦で、グレッグ・ジーンによれば「余っていた宇宙艦パーツを組み合わせてデッチあげたもののひとつ」である。劇中の台詞にも登場した「U.S.S.キュウシュウ」は日本の九州からとられた名称であることから、日本人には印象に残る艦である。
デザインはギャラクシー級およびネビュラ級のものに酷似したデザインの第1船体と第2船体とワープナセルを、ネビュラ級に近いかたちで配置している。ネビュラ級と異なるのは、第1船体がギャラクシー級やネビュラ級のものの半分の階層しかない簡略化モデルであること、第1船体と第2船体が非常に短いドーサルネックを介して接続されていることと、ワープナセルが上向きに接続されていることである。全体的な形状はNX級に近い。第1船体の上下面・第2船体下面・パイロン表面にフェイザーアレイ、第1船体上面後部・第2船体下面に光子魚雷ランチャーを装備。

## ニューオーリンズ級宇宙船一覧
U.S.S.キュウシュウ（U.S.S.Kyusyu、NCC-65491）
船名は日本の九州に由来。2367年、ウルフ359の戦いに参加、喪失。
U.S.S.レネゲイド（U.S.S.Renegade、NCC-63102）
トライラ・スコット大佐の指揮。船名は「裏切り者」「背教徒」という意味。2364年、未知の異星人が宇宙艦隊を乗っ取ろうとしていることが明らかになった際に団結して抵抗しようと、ミラ星系の惑星ダイタリックスＢに集まった船のうちの1隻。スコット艦長は宇宙艦隊史上最年少で大佐に昇進した女性だったが、地球侵略を企てる未知の異星人に寄生され操られていた。
U.S.S.ラトレッジ（U.S.S.Rutledge、NCC-57295）
ベンジャミン・マクスウェル大佐の指揮（当時）。カーデシア戦争当時、エンタープライズDの転送主任マイルズ・オブライエンは戦術士官としてこの船に勤務し、セトリック3号星の虐殺に遭遇した。2370年代でも現役配備されている。
U.S.S.トーマス・ペイン（U.S.S.Thomas Pain、NCC-65530）
リックス大佐の指揮。船名はアメリカ人作家のトーマス・ペインに由来。2364年、未知の異星人が宇宙艦隊を乗っ取ろうとしていることが明らかになった際に団結して抵抗しようと、ミラ星系の惑星ダイタリックスＢに集まった船のうちの1隻。リックス艦長はボリア人。
このほかにネームシップとなった一番艦U.S.S.ニューオーリンズがあると推定される。船名はシティ・オブ・ニューオーリンズに由来。